# Leonardo Daniel
Leonardo Daniel (Ciudad de México, 26 de julio de 1954) es un actor y director de cine y televisión mexicano.

## Biografía
Nació en la Ciudad de México, siendo el único hijo del primer actor, de origen español, Lorenzo de Rodas y la periodista y actriz María Idalia. Leonardo estudió actuación en la Academia de teatro de Andrés Soler cuando el primer actor Luis Gimeno era el director. Tuvo como compañeros de edad a futuros grandes actores como Daniela Romo y José Elías Moreno.
En 1975 Leonardo se enteró de que el célebre productor Valentín Pimstein estaba buscando nuevos talentos jóvenes para incluirlos en sus telenovelas. Leonardo hizo pruebas y Pimstein quedó tan convencido de que le dio trabajo de inmediato interpretando un papel secundario en la exitosa telenovela Mundo de juguete protagonizada por Graciela Mauri, Ricardo Blume e Irma Lozano. Este sería el primer trabajo de Leonardo como actor.
En los 80 siguió colaborando activamente con Pimstein en telenovelas como Los ricos también lloran 1979-1980, El hogar que yo robé 1981,  Chispita 1982, La fiera 1983, Principessa 1984 y Rosa salvaje 1987. También participó en varias otras como Yo no pedí vivir, Juventud, Sí, mi amor 1985 (su primer protagónico) junto a Edith González, Juana Iris 1986 y Cómo duele callar 1987. En 1988 mientras grababa Encadenados surgieron rumores de una relación sentimental con la actriz Julieta Rosen, su compañera de reparto.
Después de un tiempo alejado de las telenovelas, regresa con una participación especial en De frente al Sol 1992, encarnando al personaje de Sergio Klainer cuando joven. Después de participar en María José y en la telenovela histórica La antorcha encendida, en 1996 actúa en la exitosa telenovela Cañaveral de pasiones 1996, encarnando a Fausto el padre de la protagonista Julia (interpretada por Daniela Castro).
En ese mismo año participa en la telenovela El secreto de Alejandra compartiendo crédito con María Sorté. La novela fue sacada al aire a las dos semanas de su estreno por su fuerte contenido. [cita requerida] Esta sería la última telenovela del actor en Televisa, pues en 1998 emigra a TV Azteca participando en la telenovela Azul tequila 1999.
Desde entonces ha seguido participando activamente en telenovelas ya sean de TV Azteca, Televisa, Telemundo o Venevisión entre las que se encuentran Cuando seas mía 2001, Agua y aceite 2002, Inocente de ti 2005, Las dos caras de Ana 2006, Valeria 2008 y Más sabe el diablo 2009 entre otras.
También ha tenido una extensa carrera como actor de cine, su primera película fue Supervivientes de los Andes en 1976. Desde entonces ha actuado en películas como Pero sigo siendo el rey, El extensionista, Mujer de cabaret, Imperio de los malditos, Perseguido, Kino y Muralla de tinieblas entre muchas otras.
Está casado con Lilan Davis, hija del primer actor Rafael Inclán.

## Filmografía

### Cine
- Maldita vecindad (2004)
- Atrapada (2003)
- Pedro el quemado (2002)
- Perros salvajes (2002)
- La tumba del mojado (2002)
- Marcado por la muerte (2002)
- Maten a Jesús Pérez (2002)
- Furia de alacranes (2002)
- El hijo de Juan Charrasqueado (2002)
- Morras desmadrosas (2002)
- La banda de los panchitos 2 (2001)
- Casi el infierno (2001)
- El vengador de cabrones (2001)
- La sombra del azabache (2001)
- Cuando el poder es... (2000)
- La ley del cholo II (2000)
- Boda con la muerte (2000)
- La ley del gris (2000)
- los muertos no hablan (2000)
- Fuera de la ley (1998)
- Secuestro: Aviso de muerte (1998)
- Preparados para morir (1998)
- Con la vida prestada (1998)
- El jardinero y el federal (1998)
- El padre de la DEA (1998)
- Con fuego en la sangre (1997)
- Lluvia de diamantes (1996)
- Deseo criminal (1995)
- Muralla de tinieblas (1994)
- La perversión (1994)
- Caminantes... si hay camines (1994)
- Kino: la leyenda del padre negro (1993)
- Fray Bartolomé de las Casas (1993)
- Furia de barrio (1993)
- Apocalipsis infernal (1993)
- Perseguido (1993)
- En espera de la muerte (1993)
- Maten al Mexicano (1993)
- Imperio de los malditos (1992)
- Comando terrorista (1992)
- Ayúdame compadre (1992)
- Otro caso de violación (1992)
- Desvestidas y alborotadas (1991)
- Burbujas de amor (1991)
- El ninja mexicano (1991)
- Mujer de cabaret (1991)
- El extensionista (1991)
- Tengo que matarlos (1991)
- Silencio de muerte (1991)
- Esa mujer me vuelve loco (1991)
- Por tu maldito amor (1990)
- Justiciero callejero (1990)
- Pero sigo siendo el rey (1988)
- El patrullero 777 (1978)
- Supervivientes de los Andes (1976)

### Telenovelas
- Velvet: el nuevo imperio (2025) ... Emilio Velázquez[2]
- El ángel de Aurora (2024) ... Miguel Campero
- Vuelve a mí (2023-2024) .... José María «El Chema»[3]
- Se llamaba Pedro Infante (2023) ... Emilio Azcárraga Vidaurreta[4]
- Esta historia me suena (2023) ... 1 episodio[5]
- Mi camino es amarte (2022-2023) .... Eugenio Zambrano[6]
- Amores que engañan (2022) .... Don Pepe[7]
- La herencia (2022) .... Severiano del Monte[8]
- Vencer el pasado (2021) .... Lisandro Mascaró[9][10]
- Vencer el desamor (2020-2021) .... Lino Ferrer #1[11]
- Médicos, línea de vida (2019-2020) .... Samuel
- Cuna de lobos (2019) .... Carlos Larios[12]
- Mi familia perfecta (2018) - El hijo de Tj
- Enemigo íntimo (2018-2020) .... Comandante David Gómez
- Milagros de navidad (2017) .... Don José Romero
- La hija pródiga (2017-2018) .... Federico Campomanes Soto
- El Chema (2016-2017) .... Don Alfredo "El Feyo" Aguilera
- El señor de los cielos (2015-2016) .... Don Alfredo "El Feyo" Aguilera
- Amor sin reserva (2014-2015) .... Luis Cisneros
- El capitán (2014) .... Dimitrio León
- Dama y obrero (2013) .... Mariano Santamaría
- Corazón valiente (2012) .... Darío Sandoval
- Pobre diabla (2009-2010) .... Diego Montenegro
- Mas sabe el diablo (2009-2010) .... Aníbal Dávila
- Alma indomable (2008-2009) .... Rogelio Sorrento
- Valeria (2008) .... Renato Rivera
- Las dos caras de Ana (2006-2007) .... Humberto Bustamante
- Mi vida eres tú (2006) .... Mario Andrés
- El amor no tiene precio (2005) .... Leonardo L. Rodas
- Inocente de ti (2004-2005) .... Filemón
- Rebeca (2003) .... Adalberto Santander
- La duda (2002-2003) .... Daniel Ramos
- Agua y aceite (2002) .... Héctor
- Cuando seas mía (2001-2002) .... Joaquín Sánchez Serrano
- Háblame de amor (1999-2000) .... Armando Aguilar
- Azul tequila (1998-1999) .... Mariano De Icaza
- El secreto de Alejandra (1997-1998) .... Sergio Duval
- La antorcha encendida (1996) .... Juan Aldama
- Cañaveral de pasiones (1996) .... Fausto Santos
- María José (1995) .... Octavio Campuzano
- Agujetas de color de rosa (1994-1995) .... Miguel Davis
- De frente al Sol (1992) .... Adrián Bermúdez (joven)
- Morir de amor (1990-1991) .... Reynaldo
- Encadenados (1988-1989) .... Daniel Lazcano
- Rosa salvaje (1987-1988) .... Enrique
- Cómo duele callar (1987) .... José Luis
- Seducción (1986) .... Javier Fuentes
- Juana Iris (1985)
- Principessa (1985) .... Federico
- Sí, mi amor (1984) .... David Kendall
- La fiera (1983) .... Miguel Martínez Bustamante
- Chispita (1982) .... Juan Carlos de la Mora
- El hogar que yo robé (1981) .... Eduardo
- Juventud (1980) .... Pablo
- Divino tesoro (1980)
- Ambición (1980)
- Los ricos también lloran (1979) .... Leonardo Mendizábal
- María José (1978-1979) .... Alfredo
- Humillados y ofendidos (1977) .... Alejandro Correa
- Yo no pedí vivir (1977) .... Manuel
- Pobre Clara (1975)
- Mundo de juguete (1975) .... Aldo

### Series de TV
- Lo que callamos las mujeres (2001) .... Jorge (episodio "Con la misma moneda")
- Historias de la virgen morena (2012)

### Como director
- Bajo las riendas del amor (Telenovela, 2007) (Director Adjunto) (primera parte)
- El amor no tiene precio (Telenovela, 2005) (Director Adjunto) (como Leonardo L. Rodas)
- Inocente de ti (Telenovela, 2004) (Director Adjunto)

## Premios y nominaciones

### Premios TVyNovelas 1997
| Categoría              | Novela                | Resultado |
| ---------------------- | --------------------- | --------- |
| Mejor actor de reparto | Cañaveral de pasiones | Ganador   |

### Premios Tu Mundo
| Año  | Categoría     | Película                 | Resultado |
| ---- | ------------- | ------------------------ | --------- |
| 2016 | Mejor villano | El señor de los cielos 4 | Pendiente |